# Gideon Klein
Pour les articles homonymes, voir Klein.
Gideon Klein, né le 6 décembre 1919 à Přerov et mort le 27 janvier 1945 au camp de concentration de Fürstengrube, est un compositeur, pianiste et musicologue tchèque mort à l'âge de 25 ans.

## Biographie
Gideon Klein a commencé à apprendre le piano à onze ans avec Růžena Kurzová.
Il a donné son premier concert à 14 ans. En 1938 il se rend à Prague et y fréquente la Masterclass de piano de Vilém Kurz. Une carrière de pianiste se dessine alors. Il poursuit parallèlement des études de théorie musicale et obtient son diplôme en 1939. Il est ensuite l'élève de Alois Hába pour la composition.
L'occupation nazie en 1940 met fin à ses études. En tant que juif, Klein est empêché de se rendre à la Royal Academy of Music à Londres pour étudier et ne peut se produire comme pianiste en public. En 1941, il se produit néanmoins sous le pseudonyme de Karel Vranek et aussi dans des cercles privés.
En décembre 1941, il est déporté au camp ghetto de Theresienstadt. Avec des musiciens comme les compositeurs Hans Krása, Viktor Ullmann et Pavel Haas, le chanteur Karel Berman (en), le pianiste et chef d'orchestre Rafael Schächter ou le futur chef d'orchestre de la Philharmonie tchèque Karel Ančerl, il est un acteur important de la vie culturelle du camp, instrumentalisée à des fins de propagande. Son œuvre désormais perdue Die Pest (La peste), un cycle de 4 Lieder sur des poèmes de son co-détenu Peter Kien, est créée à Theresienstadt à l'occasion d'une soirée organisée par Viktor Ullmann et consacrée à la musique contemporaine composée dans le camp.
En octobre 1944, neuf jours après avoir achevé son trio à cordes, il est déporté à Auschwitz puis au camp de concentration de Fürstengrube, une installation extérieure d'Auschwitz. Il y travaille à la mine et meurt à l'âge de 25 ans peu de temps avant la libération dans des circonstances restées inconnues. La cause de son décès serait que des SS soient entrés dans le camp et aient tiré pour le plaisir sur la foule[réf. nécessaire].
Quelque temps avant sa déportation, Gideon Klein avait confié à un de ses amis une valise contenant les partitions de toutes ses œuvres. Cette valise ne sera découverte qu'au début des années 1990.
Sa sœur Eliška Kleinová, qui a survécu à l'Holocauste, a préparé l'édition de ses œuvres. En 1994, elle a créé la Fondation Gideon Klein.
Son œuvre originale et pleine d'expression mêle les influences de Leoš Janáček, d'Alban Berg et d'Arnold Schönberg.

## Œuvres
- 1936-1938 Quatre phrases pour quatuor à cordes
- 1940 Duo dans le système de quart ton pour violon et alto
- 1939/1940 Divertimento pour octuor à vent (2 hautbois, 2 clarinettes, 2 bassons et 2 cors)
- 1940 Trois Lieder opus 1 Voix aigües et piano
  - The Fountain (Johann Klaj (en))
  - Hälfte des Lebens (Friedrich Hölderlin)
  - Darkness Descending (Johann Wolfgang von Goethe) dans la traduction tchèque de Erik A. Saudek (cs)
- 1940 Prélude pour alto solo
- 1940/1941 Quatuor à cordes opus 2
- 1941-1944 (date précise inconnue) Die Pest (La peste), quatre Lieder pour voix d'alto et piano sur des poèmes de Peter Kien (perdu)
- 1941 Duo pour violon et violoncelle (inachevé)
- 1942 Madrigal Sag Tod d'après des mots de François Villon dans la traduction tchèque de Otokar Fischer Deux sopranos, alto, ténor et basse
- 1942 První hřích (Premier péché originel) voix d'hommes et chœur
- 1942 Madrigal Das Angenehme in dieser Welt d'après des mots de Friedrich Hölderlin dans la traduction tchèque de Erik A. Saudek (cs) Deux sopranos, alto, ténor et basse
- 1942 Bachuri, le'an tisa? Chœur de femmes
- 1942 Arrangements d'airs populaires tchèques et russes ténor et chœur de femmes
  - 1. Aby nás pán Bůh miloval
  - 2. Chodzila liška po razi
  - 3. Chodíme, chodíme
  - 4. Na tých našich lukách
  - 5. Poljuško, pole
  - 6. Už mně koně vyváději (Première version)
  - 7. Už mně koně vyváději (Seconde version)
- 1942- 1943 Fantaisie et fugue pour quatuor à cordes
- 1943 Berceuse (Sch’haw b’ni) Arrangement d'un chant hébraïque, chœur de femmes (ou voix soprano soliste) et piano
- 1943 Sonate pour piano
  - Allegro con fuoco
  - Adagio
  - Allegro vivace
- 1944 Trio à cordes pour violon, alto et violoncelle (œuvre arrangée pour orchestre de chambre par Vojtěch Saudek et renommée Partita)
  - Allegro spiccato
  - Lento (variation sur un chant populaire morave)
  - Molto vivace